# Československo na Halovém mistrovství světa v atletice 1991

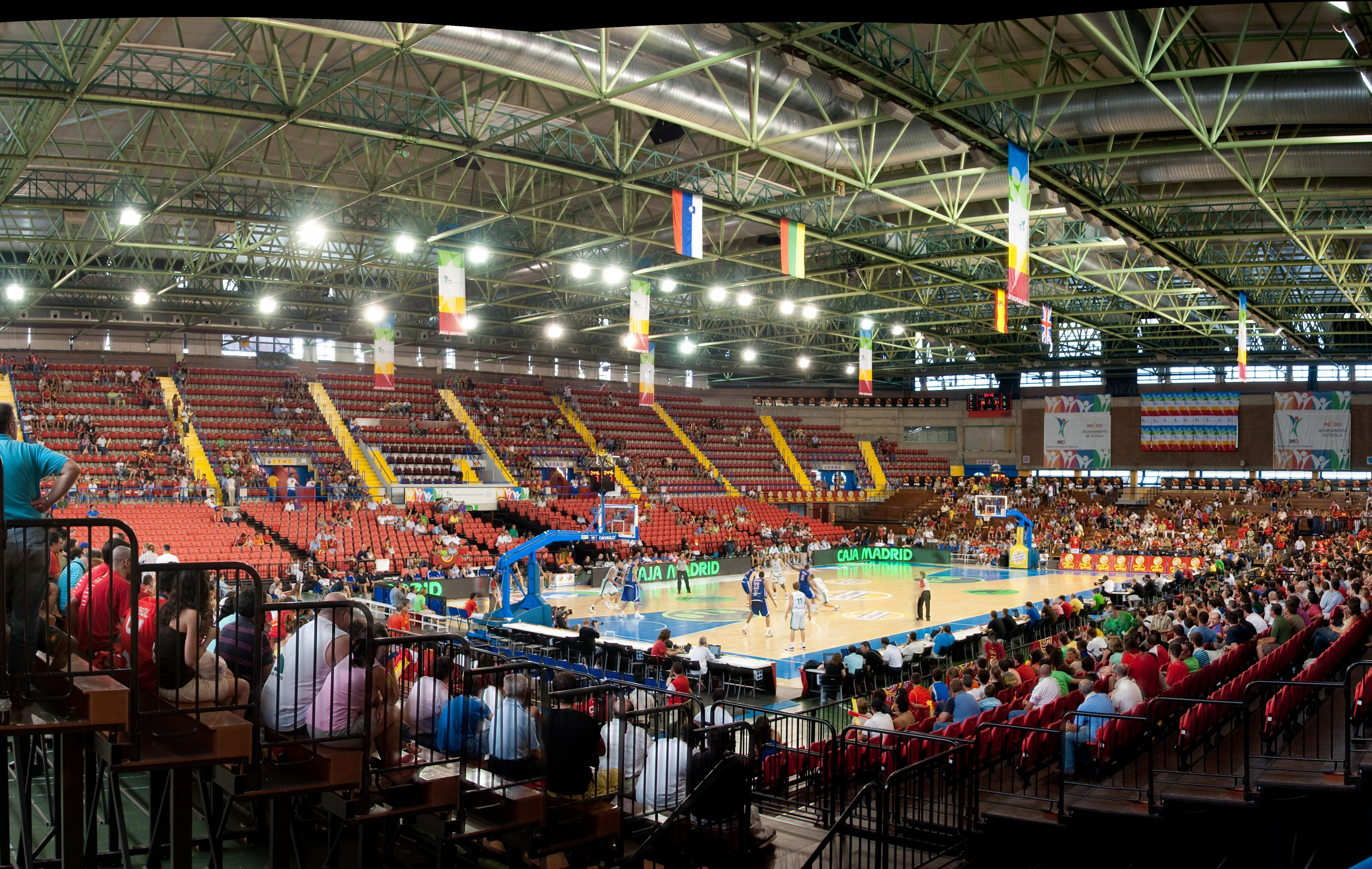
Palacio Municipal de Deportes San Pablo

Halového MS v atletice 1991 se ve dnech 8. – 10. března účastnilo 16 československých atletů (7 mužů a 9 žen). Šampionát probíhal ve španělské Seville, v hale Palacio Municipal de Deportes San Pablo.
Nejlepšího výsledku dosáhla běžkyně Ivana Kubešová, jež vybojovala stříbrnou medaili v běhu na 1500 metrů. Ve finále trať zaběhla v novém národním rekordu, jehož hodnota je 4:06,22. Mezi muži byl nejúspěšnější vícebojař Robert Změlík, který ve finále skoku do dálky obsadil výkonem 783 cm 6. místo.

## Výsledky

### Muži
| Atlet         | Disciplína    | Kvalifikace | Kvalifikace | Rozběh   | Rozběh   | Semifinále  | Semifinále  | Finále      | Finále      |
| Atlet         | Disciplína    | Výkon       | Umístění    | Výkon    | Umístění | Výkon       | Umístění    | Výkon       | Umístění    |
| ------------- | ------------- | ----------- | ----------- | -------- | -------- | ----------- | ----------- | ----------- | ----------- |
| Jiří Valík    | 60 m          |             |             | 6,81 s   | 24.      | 6,79 s      | 20.         | nepostoupil | nepostoupil |
| Jiří Valík    | 200 m         |             |             | 21,69 s  | 15.      | 22,41 s     | 18.         | nepostoupil | nepostoupil |
| Jiří Hudec    | 60 m přek.    |             |             | 7,71 s   | 8.       | 7,67 s      | 10.         | nepostoupil | nepostoupil |
| Robert Změlík | 60 m přek.    |             |             | DNF      | –        | nepostoupil | nepostoupil | nepostoupil | nepostoupil |
| Igor Kollár   | Chůze na 5 km |             |             | 19:46,52 | 3.       |             |             | DSQ         | –           |
| Roman Mrázek  | Chůze na 5 km |             |             | DSQ      | –        |             |             | nepostoupil | nepostoupil |
| Robert Změlík | Skok daleký   | 7,83 m      | 9.          |          |          |             |             | 7,83 m      | 6.          |
| Ján Čado      | Trojskok      | 15,85 m     | 16.         |          |          |             |             | nepostoupil | nepostoupil |
| Milan Mikuláš | Trojskok      | 16,37 m     | 10.         |          |          |             |             | NM          | –           |

### Ženy
| Atletka           | Disciplína    | Kvalifikace | Kvalifikace | Rozběh       | Rozběh   | Semifinále   | Semifinále   | Finále       | Finále           |
| Atletka           | Disciplína    | Výkon       | Umístění    | Výkon        | Umístění | Výkon        | Umístění     | Výkon        | Umístění         |
| ----------------- | ------------- | ----------- | ----------- | ------------ | -------- | ------------ | ------------ | ------------ | ---------------- |
| Renata Kubalová   | 60 m          |             |             | 7,43 s       | 18.      | nepostoupila | nepostoupila | nepostoupila | nepostoupila     |
| Monika Špičková   | 60 m          |             |             | 7,50 s       | 22.      | nepostoupila | nepostoupila | nepostoupila | nepostoupila     |
| Renata Kubalová   | 200 m         |             |             | 23,73 s (PB) | 8.       | 23,74 s      | 11.          | nepostoupila | nepostoupila     |
| Monika Špičková   | 200 m         |             |             | 24,06 s      | 14.      | nepostoupila | nepostoupila | nepostoupila | nepostoupila     |
| Helena Dziurová   | 800 m         |             |             | 2:07,58      | 13.      | nepostoupila | nepostoupila | nepostoupila | nepostoupila     |
| Ivana Kubešová    | 1500 m        |             |             | 4:11,95      | 7.       |              |              | 4:06,22      | Stříbrná medaile |
| Blanka Henešová   | 60 m přek.    |             |             | 8,31 s       | 18.      | nepostoupila | nepostoupila | nepostoupila | nepostoupila     |
| Kamila Holpuchová | Chůze na 3 km |             |             | DSQ          | –        |              |              | nepostoupila | nepostoupila     |
| Zuzana Zemková    | Chůze na 3 km |             |             | 13:05,89     | 8.       |              |              | 12:59,85     | 8.               |
| Šárka Nováková    | Skok do výšky | 1,87 m      | 9.          |              |          |              |              | 1,85 m       | 13.              |
| Alena Varcholová  | Skok do výšky | 1,80 m      | 21.         |              |          |              |              | nepostoupila | nepostoupila     |